# Pete Sampras

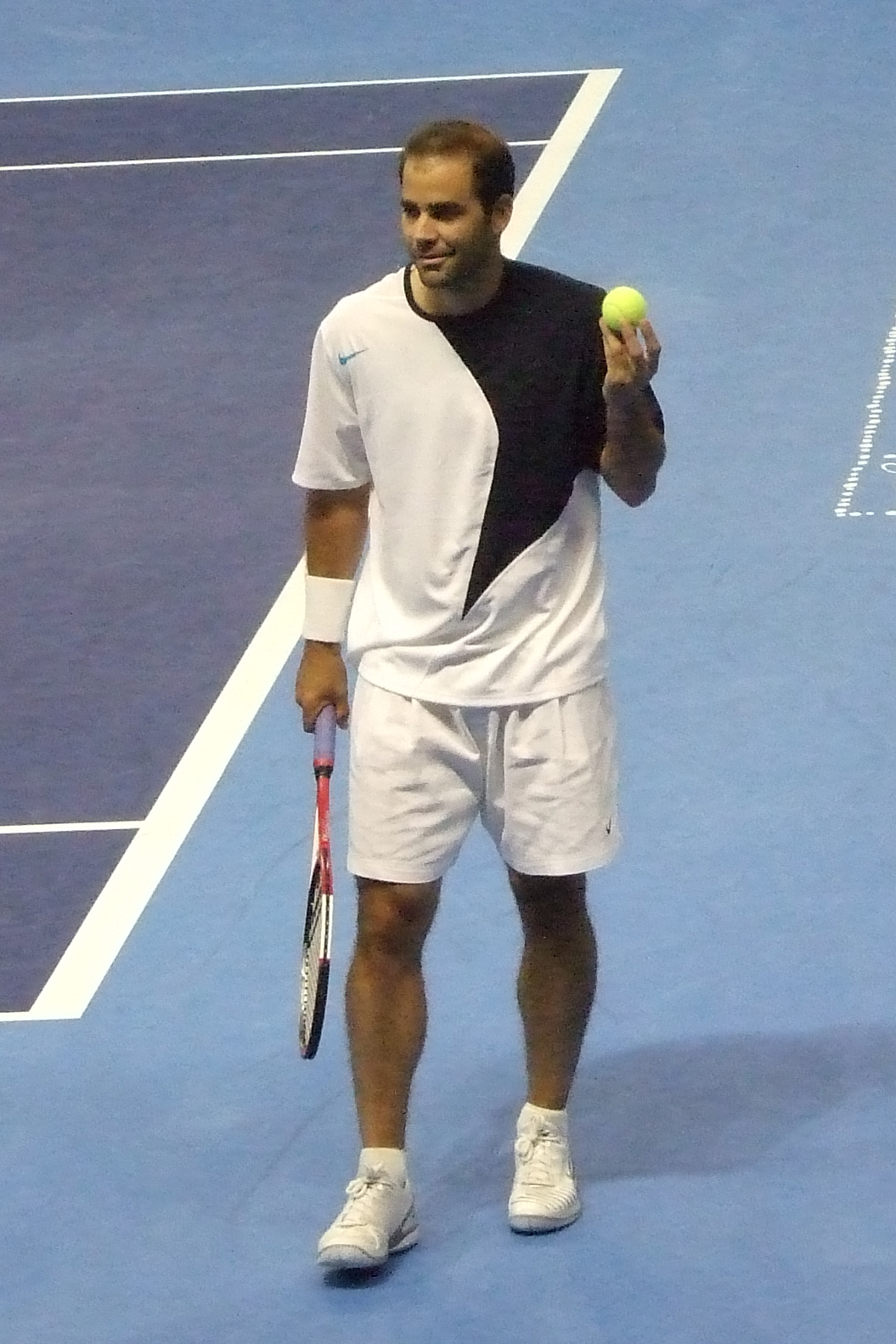
Pete Sampras, Champions Cup Boston, 2007.

Petros ”Pete” Sampras, född 12 augusti 1971 i Potomac, Maryland, är en amerikansk före detta professionell tennisspelare, allmänt ansedd som en av tidernas främsta inom sporten.
Under åren 1993–1998 rankades Sampras under sammanlagt 286 veckor (ej i följd) och sex år i rad som världsetta vid årets slut, varav det senare fortfarande utgör ett rekord. Sampras vann under karriären 14 Grand Slam-titlar i singel (sju i Wimbledonmästerskapen, fem i US Open och två i Australiska öppna) och är med det den manlige spelare som innehar fjärde flest Grand Slam-titlar, endast övervunnen av Novak Đoković, Rafael Nadal och Roger Federer. Sampras vann totalt under sin karriär 64 singeltitlar, men bara två i dubbel. 
Pete Sampras upptogs 2007 i International Tennis Hall of Fame.

## Tenniskarriären
Pete Sampras blev professionell tennisspelare som 17-åring 1988 och tog sin första ATP-singeltitel 1990 i Philadelphia. I september 1990 besegrade han i US Open Ivan Lendl i kvartsfinalen och John McEnroe i semifinalen. I den följande finalen mötte Sampras landsmannen Andre Agassi som han besegrade i tre raka set. Han hade därmed, 19 år gammal, vunnit sin första GS-titel. Under de följande två åren vann han fem turneringstitlar, dock ingen GS-titel. I finalen i US Open 1992 mötte han världsettan Stefan Edberg som vann över fyra set. Sampras har själv sagt att det var efter den förlusten han bestämde sig för att ta revansch och bli bäst i världen. År 1993, det år han också första gången rankades som världsetta, vann han hela åtta ATP-titlar, inkluderande Wimbledonmästerskapen och US Open.
Sampras främsta spelår var 1994 då han rankades som världsetta årets samtliga 52 veckor och vann 10 ATP-turneringar. Därmed tangerade han Ivan Lendls rekord från 1989. Under säsongen vann han Australiska öppna för första gången och Wimbledon för andra året i rad. Året därpå, 1995, vann han för tredje året i rad Wimbledon efter finalseger över Boris Becker. Senare på året vann han också US Open, då han för andra gången i en GS-final besegrade Andre Agassi. 
Säsongen 1996 vann Sampras åtta turneringssegrar, däribland US Open för fjärde gången. Han förlorade dock sensationellt kvartsfinalen i Wimbledon mot Richard Krajicek som för övrigt är en av de få spelare som har plusstatistik mot Sampras i inbördes möten. År 1997 rankades han för andra gången som nummer ett under årets samtliga veckor. Under säsongen vann han för andra gången Australiska öppna och för fjärde gången Wimbledon.
År 1998 mötte Sampras för andra gången kroaten Goran Ivanisevic i Wimbledonfinal. Matchen blev denna gång mycket jämn mellan de båda servespecialisterna, och Sampras lyckades vinna först efter fem set. I och med den segern tangerade Sampras Rod Lavers och Björn Borgs noteringar med 11 vunna singeltitlar i GS-turneringar. Under året vann Sampras totalt fyra ATP-titlar.
År 1999 vann Sampras sin tolfte Grand Slam-titel genom sin sjätte slutseger i Wimbledonmästerskapen då han för tredje gången finalbesegrade Andre Agassi i GS-sammanhang. Sampras låg därmed jämsides med Roy Emerson i antal vunna GS-singeltitlar. Den säsongen började Sampras få problem med olika skador i ryggen och höften och tvingades dra sig ur ett antal turneringar. Han fortsatte ändå att spela, dock med ett något reducerat schema. 
År 2000 lyckades Sampras ta sin trettonde Grand Slam-titel i singel. Det var genom finalseger över australiern Patrick Rafter i Wimbledon, tillika sin sjunde seger i de mästerskapen. Förutom rekordnoteringen i antalet vunna GS-titlar, tangerade han med sina sju titlar i Wimbledonmästerskapen också William Renshaws rekord från 1889. Det skall dock observeras att under Renshaws tid användes systemet med Challenge Round, det vill säga att titelhållaren hade den stora fördelen att bara behöva spela en enda match för att försvara sitt mästerskap, medan alla andra spelare måste spela igenom hela turneringen i the All Comers Round. Sampras blev 2000 tillsammans med Björn Borg den ende spelaren som årligen under en åttaårsperiod vunnit minst en Grand Slam-titel. 
År 2001 tillhörde Sampras fortfarande världens tio bästa spelare, men han vann det året inga titlar. Han nådde dock ytterligare en final i US Open som han förlorade mot Lleyton Hewitt. Sampras karriär ansågs av kommentarer nu vara dalande och inne i sitt slutskede. Under 2002 lyckades Sampras bara ta en enda titel. Det var i US Open, där han, denna gång otippad, för fjärde gången i en GS-final lyckades besegra Andre Agassi. I finalen slog han hela 33 serveess. Segern innebar att Sampras vunnit sin fjortonde singeltitel i Grand Slam-sammanhang. Detta blev också slutpunkten för Pete Sampras "rekordkantade" tenniskarriär.
Sampras debuterade i det amerikanska laget i Davis Cup 1991. Han spelade totalt 26 matcher av vilka han vann 18. År 1997 möttes USA och Sverige i världsfinal. Pete Sampras mötte svensken Magnus Larsson i den ena av sina singelmatcher, men tvingades ge upp på grund av skada. Sverige vann det året cupen.

## Spelaren och personen

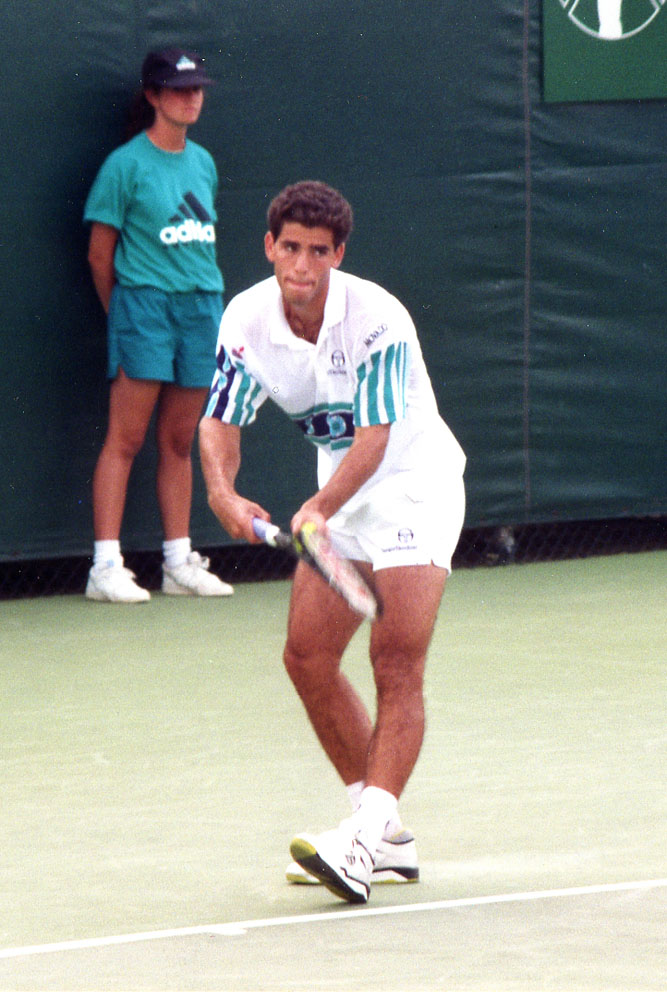
Pete Sampras 1992

Pete Sampras började spela tennis som sjuåring. Under hela sin uppväxt var han mycket intresserad av spelet och träningsvillig. Han kom att använda samma intensiva träningsmetoder som förebilden Ivan Lendl. Denne verkade också periodvis som Sampras tränare. Med honom delade han också intresset för golf vid sidan av tennisen. Sampras har numera handikapp 9 i golf. 
Sampras spel byggde i första hand på en förödande effektiv serve. Motståndarna hade mycket stora problem att returnera Sampras servar. Under Wimbledonturneringen 2000 slog han 118 servess och vann 85 av sina egna servegame i rad, vilket är en rekordnotering i den turneringen. I US Open år 2002 slog han 144 serveess. Hans spelstil kännetecknades av ett utpräglat attackerande "serve-volleyspel". Även på andra-serven gick han (allt oftare ju längre karriären fortsatte) omedelbart på nät för att nå ett snabbt avslut med volley. Han övergav en dubbelfattad backhand och spelade som proffs backhand enbart med enhandsfattning. Hans spel var bäst lämpat för snabba underlag som exempelvis gräs. Däremot lyckades han aldrig ta en titel i Franska öppna som spelas på grus, nådde som bäst semifinal. Kommentatorer har påpekat att hans styrka låg i serve och volley, men att hans grundslag, särskilt på backhandsidan, var av mer ordinär klass.
Pete Sampras är tredje barnet i en syskonskara på fyra. Han har en äldre syster (Stella), en äldre bror (Gus) och en yngre syster (Marion). Alla syskonen spelar tennis och är engagerade i klubbadministration på olika nivåer. Det sägs att hans föräldrar, Georgia och Sam, bara sett två av hans matcher, den första var US Open-finalen mot Stefan Edberg (som Pete förlorade) och den andra var finalen i Wimbledon 2000.
Pete Sampras lider (enligt engelska Wikipedia) av en mild form av talassemi, en form av ärftlig blodbrist (anemi), som i lindrig form ger inga eller få symptom. I Sampras fall tycks sjukdomen inte ha någon praktisk betydelse för hans hälsa. 
Sampras är gift med skådespelerskan Bridgette Wilson sedan 2000.
Hans tenniskarriär är grunden för datorspelet Pete Sampras Tennis.

## Grand Slam-finaler

### Segrar (14)
| År   | Mästerskap        | Finalmotståndare | Setsiffror              |
| ---- | ----------------- | ---------------- | ----------------------- |
| 1990 | US Open           | Andre Agassi     | 6-4, 6-3, 6-2           |
| 1993 | Wimbledon         | Jim Courier      | 7-6, 7-6, 3-6, 6-3      |
| 1993 | US Open           | Cédric Pioline   | 6-4, 6-4, 6-3           |
| 1994 | Australiska öppna | Todd Martin      | 7-6, 6-4, 6-4           |
| 1994 | Wimbledon         | Goran Ivanišević | 7-6, 7-6, 6-0           |
| 1995 | Wimbledon         | Boris Becker     | 6-7, 6-2, 6-4, 6-2      |
| 1995 | US Open           | Andre Agassi     | 6-4, 6-3, 4-6, 7-5      |
| 1996 | US Open           | Michael Chang    | 6-1, 6-4, 7-6           |
| 1997 | Australiska öppna | Carlos Moya      | 6-2, 6-3, 6-3           |
| 1997 | Wimbledon         | Cédric Pioline   | 6-4, 6-2, 6-4           |
| 1998 | Wimbledon         | Goran Ivanišević | 6-7, 7-6, 6-4, 3-6, 6-2 |
| 1999 | Wimbledon         | Andre Agassi     | 6-3, 6-4, 7-5           |
| 2000 | Wimbledon         | Patrick Rafter   | 6-7, 7-6, 6-4, 6-2      |
| 2002 | US Open           | Andre Agassi     | 6-3, 6-4, 5-7, 6-4      |

### Finalförluster (4)
| År   | Mästerskap        | Finalmotståndare | Setsiffror         |
| ---- | ----------------- | ---------------- | ------------------ |
| 1992 | US Open           | Stefan Edberg    | 6-3, 4-6, 6-7, 2-6 |
| 1995 | Australiska öppna | Andre Agassi     | 6-4, 1-6, 6-7, 4-6 |
| 2000 | US Open           | Marat Safin      | 4-6, 3-6, 3-6      |
| 2001 | US Open           | Lleyton Hewitt   | 6-7, 1-6, 1-6      |